# Kaokoveld
El desert de Kaoko, o Kaokoveld, és un desert d'Àfrica que s'estén al nord del desert del Namib, entre Namíbia i Angola. La frontera amb aquell desert s'estableix en el riu Uniab, encara que de vegades s'hi considera inclosa, sent llavors la seva part septentrional. És també una ecoregió de l'ecozona afrotropical, definida per WWF.

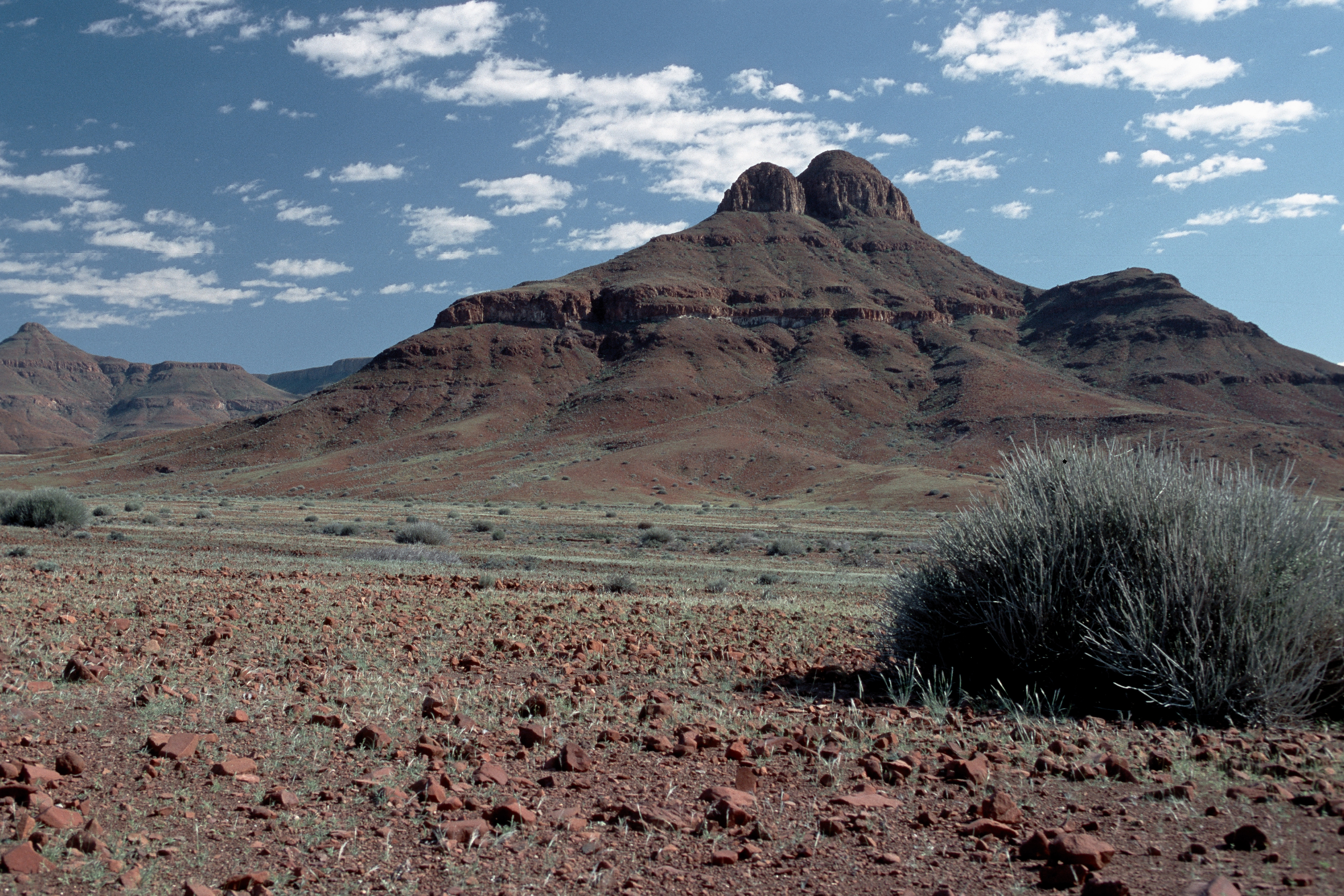
El desert a Orupembe, Namíbia

Aquesta ecoregió forma part de la regió denominada Deserts del Namib, Karoo i Kaoko, inclosa en la llista Global 200.

## Descripció
És una ecoregió de desert que ocupa una extensió de 45.700 km² al llarg de la costa del nord de Namíbia i el sud d'Angola. Ocupa una franja d'uns 100 km d'amplària entre els 13º i els 21º S, des de la costa de l'oceà Atlàntic fins al Gran Escarp, on comencen els altiplans interiors d'Àfrica austral.
Limita al nord amb els boscos de miombo d'Angola, a l'est amb la sabana arbrada de Namíbia i al sud amb el desert del Namib.
El Kaokoveld rep menys de 100 mm anuals de precipitacions, de les quals més del 60 % es produeixen en forma de tempesta entre octubre i març -estiu de l'hemisferi austral-.
L'existència dels deserts Kaokoveld i Namib -al sud- és causada per una combinació de causes com ara:
- Les cèl·lules de circulació longitudinal atmosfèrica que provoquen la baixada d'aire amb poca humitat vora els 30 graus sud.
- La convergència de corrents costaners freds i calents, en sentit contrari, que corren paral·lels a la costa africana (corrents de Benguela i d'Angola)
- El règim estacional de precipitació anyal, segons sigui concentrada a l'estiu, a l'hivern o uniformement repartida.

## Flora
La major part de l'ecoregió està formada per camps de dunes desproveïts de vegetació.
En el sud es troben exemplars aïllats de la salsola Salsola nollothensis, Ectadium virgatum, la convolvulàcia Merremia multisecta i la fabàcia Indigofera cunenensis. Al voltant de les dunes hi ha prades disperses de Stipagrostis i Eragrostis. Cap a l'est abunda la poàcia Kaokochloa nigrirostris.
En la part nord hi ha menys vegetació. Destaca l'arbust espinós cucurbitaci anomenat nara (Acanthosicyos horrida), que reté la sorra i crea monticles de fins a dos metres d'altura.
Al llarg de la costa, hi ha grans extensions de desert pedregós on l'única vegetació són els líquens.
A les platges salines creixen plantes halofites: Salsola zeyheri, Sesuvium, Suaeda fruiticosa, Scirpus littoralis, Asthenatherum forskalii...
En els substrats rocosos creixen suculentes com Lithops ruschiorum, Sarcocaulon mossamedense i Othonna lasiocarpa.
A les zones més humides, com els jaços dels rius intermitents, hi ha una major diversitat de plantes, com les suculentes dels gèneres Salsola i Zygophyllum, i altres plantes com Faidherbia albida, Balanites welwitschii, Colophospermum mopane, Maerua schinzii, Odyssea paucinervis, Phragmites australis, Typha latifolia, Scirpus dioicus, Scirpus littoralis i Juncellus laevigatus.
Però la planta que es destaca mes en aquest desert és de l'ecoregió és Welwitschia mirabilis, una de les plantes més rares del món.

## Fauna
Entre els animals que s'aventuren en el desert destaquen l'elefant (Loxodonta africana), el rinoceront negre (Diceros bicornis) i la girafa (Giraffa camelopardalis). També estan presents la zebra de Hartmann (Equus zebra hartmannae), el gran kudú (Tragelaphus strepsiceros), el springbok (Antidorcas marsupialis), l'òrix del Cap (Oryx gazella), el dic-dic de Kirk (Madoqua kirkii), l'impala (Aepyceros melampus petersi), el lleó (Panthera leo), el guepard (Acinonyx jubatus), la guineu orelluda (Otocyon megalotis), el guineu del Cap (Vulpes chama), la hiena marró (Parahyaena brunnea) i el xacal de gualdrapas (Canis mesomelas). Tres espècies més específiques del desert són la mangosta negra (Galerella flavescens), el dipodí Gerbillurus setzeri i la ratapinyada Myotis seabrai.
Hi viuen 229 espècies d'aus a l'ecoregió, la major part restringides a les zones més humides. Entre les més adaptades al desert destaquen l'alosa de Gray (Ammomanes grayi), el sisó de Damaraland (Eupodotis rueppellii) i l'alosa de Benguela (Certhilauda benguelensis).

## Endemismes
La planta Welwitschia mirabilis és endèmica d'aquesta ecoregió. Altres plantes endèmiques són Kaokochloa, Barleria solitaria, Indigofera cunensis, Merremia multisecta i Stipagrostis ramulosa.
Entre les aus, l'estríldid (Estrilda thomensis) és endèmica; només es troba a la vall del Kunene.
De les 63 espècies de rèptils registrades en l'ecoregió, vuit són endèmiques: dos llangardaixos, tres dragons i tres escíndids.
- Pedioplania benguellensis, un llangardaix molt ràpid
- Palmatogecko vanzeyli, un dragó de grandària mitjana amb el cap gran i uns ulls immensos

Dos de les nou espècies d'aranyes presents a Kaokoveld són endèmiques, i presenten especialitzacions que els permeten sobreviure en les dunes. També dos de les quatre espècies de solífugs i tres de les tretze d'escorpins són endèmiques. El solífug Ceroma inerme s'alimenta a la zona intermareal.

## Estat de conservació
En perill crític. Les principals amenaces per l'ecoregió són la caça furtiva i la popularitat del turisme en tot-terreny.

## Protecció
Un percentatge elevat de l'ecoregió es troba protegit.
A Namíbia:
- Parc Nacional de Skeleton Coast

A Angola:
- Reserva Parcial de Moçamedes
- Parc Nacional de Iona